# 阿羅克里克 (蒙大拿州)
阿羅克里克（英語：Arrow Creek）是位於美國蒙大拿州朱迪斯盆地縣的非建制地區。

## 歷史
阿羅克里克的郵局於1914年設立，其後於1920年停運。

## 地理
阿羅克里克所處的海拔為高於海平面1166米（即3826英呎），而該地所採用的時區為UTC-6，即北美山地時區（MST）。同時該地設有夏令時間，為UTC-7調快一小時，即UTC-6（MDT）。